# Vlad III.

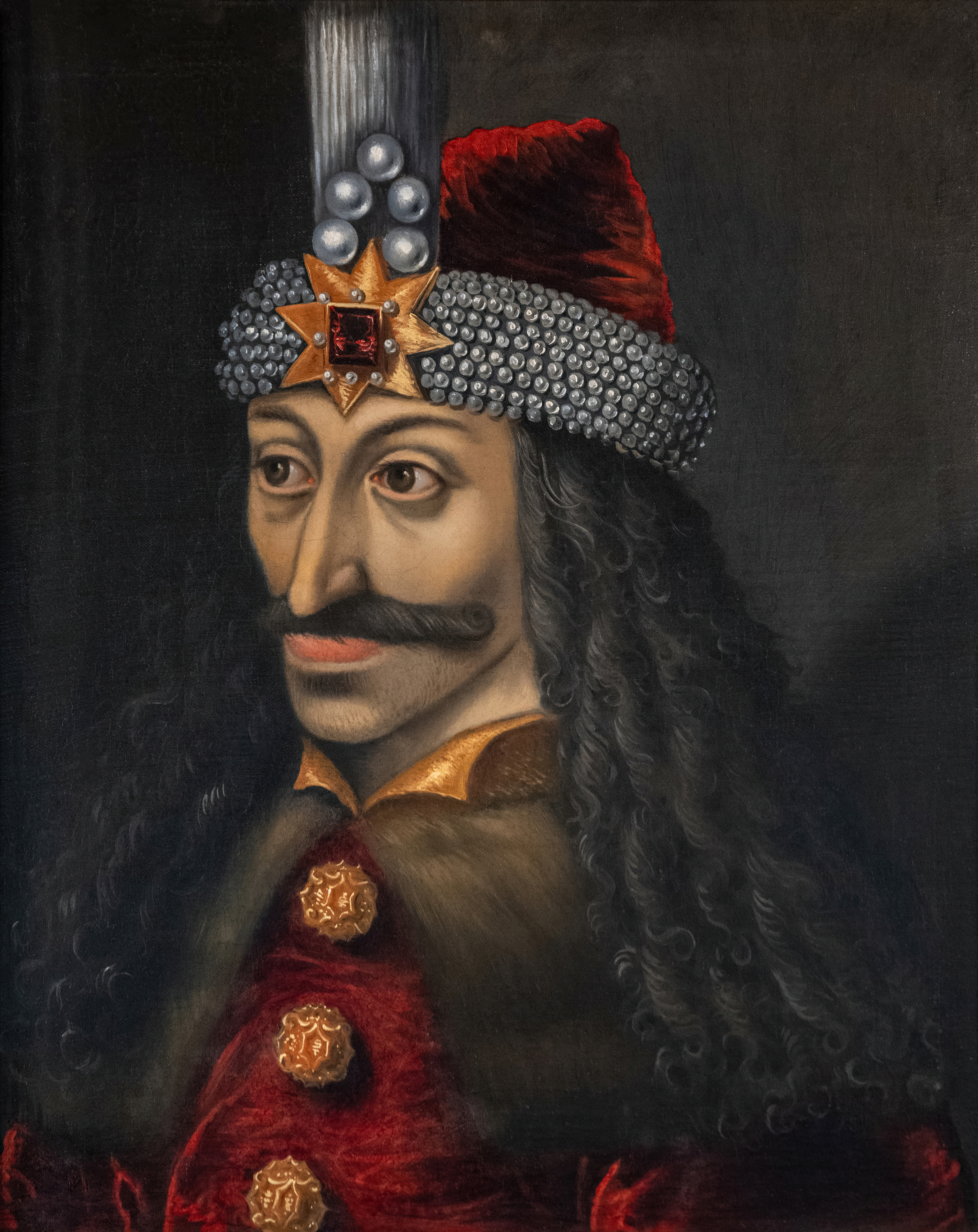
Porträt Vlads III. Drăculea (spätes 16. Jahrhundert, Schloss Ambras Innsbruck)

Vlad III., besser bekannt als Vlad der Pfähler (* um 1431 in Schäßburg (unbelegte traditionelle Annahme) oder in Nürnberg; † um die Jahreswende 1476/1477), war 1448, 1456–1462 und 1476 Woiwode des Fürstentums Walachei. Sein Beiname Drăculea [ˈdrəkule̯a] (deutsch „Der Sohn des Drachen“, von lateinisch draco – „Drache“) leitet sich nach der von Historikern am häufigsten akzeptierten These von der Mitgliedschaft seines Vaters Vlad II. Dracul im Drachenorden Kaiser Sigismunds ab. Der Drache wurde auch im Woiwodensiegel geführt. Dieser Beiname wurde bisweilen auch als „Sohn des Teufels“ verstanden, da das rumänische Wort drac auch „Teufel“ bedeutet.
Bekanntheit erlangte Vlad III. zum einen durch seinen Widerstand gegen das Osmanische Reich und dessen Expansion auf dem Balkan, zum anderen wegen seiner angeblichen Grausamkeit. In pamphletartigen Prosaerzählungen des 15. Jahrhunderts wird er in agitatorischer, politisch-polemischer Weise beispielsweise als Menschenschlächter, der „dy iungen kinder praten“ ließ, dargestellt. Er soll eine Vorliebe für Hinrichtungen durch Pfählung gehabt haben, die ihm in christlichen Gebieten posthum, ca. 1550, einen weiteren Beinamen einbrachte: Țepeș [ˈtsepeʃ] (deutsch „Pfähler“), wobei er davor aus dem gleichen Grund von den Osmanen Kazıklu Bey oder Kazıklı Voyvoda genannt wurde (gleiche Bedeutung).
Die politisch motivierten Legenden über Gräueltaten des Woiwoden fanden während des 15. und 16. Jahrhunderts besonders im deutschen und russischen Raum weite Verbreitung.
Die Namensform Dracula inspirierte den irischen Schriftsteller Bram Stoker zu seiner Romanfigur Dracula.

## Leben

Familienwappen der Drăculești

Es wird vermutet, dass Vlad III. im transsilvanischen Schäßburg des damaligen Königreichs Ungarn um das Jahr 1431 als zweiter Sohn des Vlad II. Dracul und einer Prinzessin aus dem Fürstentum Moldau geboren wurde. Er hatte drei Brüder, Vlad IV., Mircea II. und Radu cel Frumos (deutsch Radu der Schöne). Möglich ist auch, dass er in Nürnberg geboren wurde, denn sein Vater hielt sich zu dieser Zeit dort auf, und es kann nicht ausgeschlossen werden, dass seine schwangere Frau ihn begleitet hatte.
Die Bojaren der Walachei unterstützten das Osmanische Reich und setzten Vlad II. als Woiwoden des Fürstentums wieder ab. Er lebte daraufhin mit seiner Familie im siebenbürgischen Exil. Im Jahr der Geburt Vlads III. hielt sich sein Vater in Nürnberg auf, wo er in den Drachenorden aufgenommen wurde. Im Alter von fünf Jahren soll auch Vlad III. in den Orden eingeführt worden sein.

### Geisel des Osmanischen Reiches

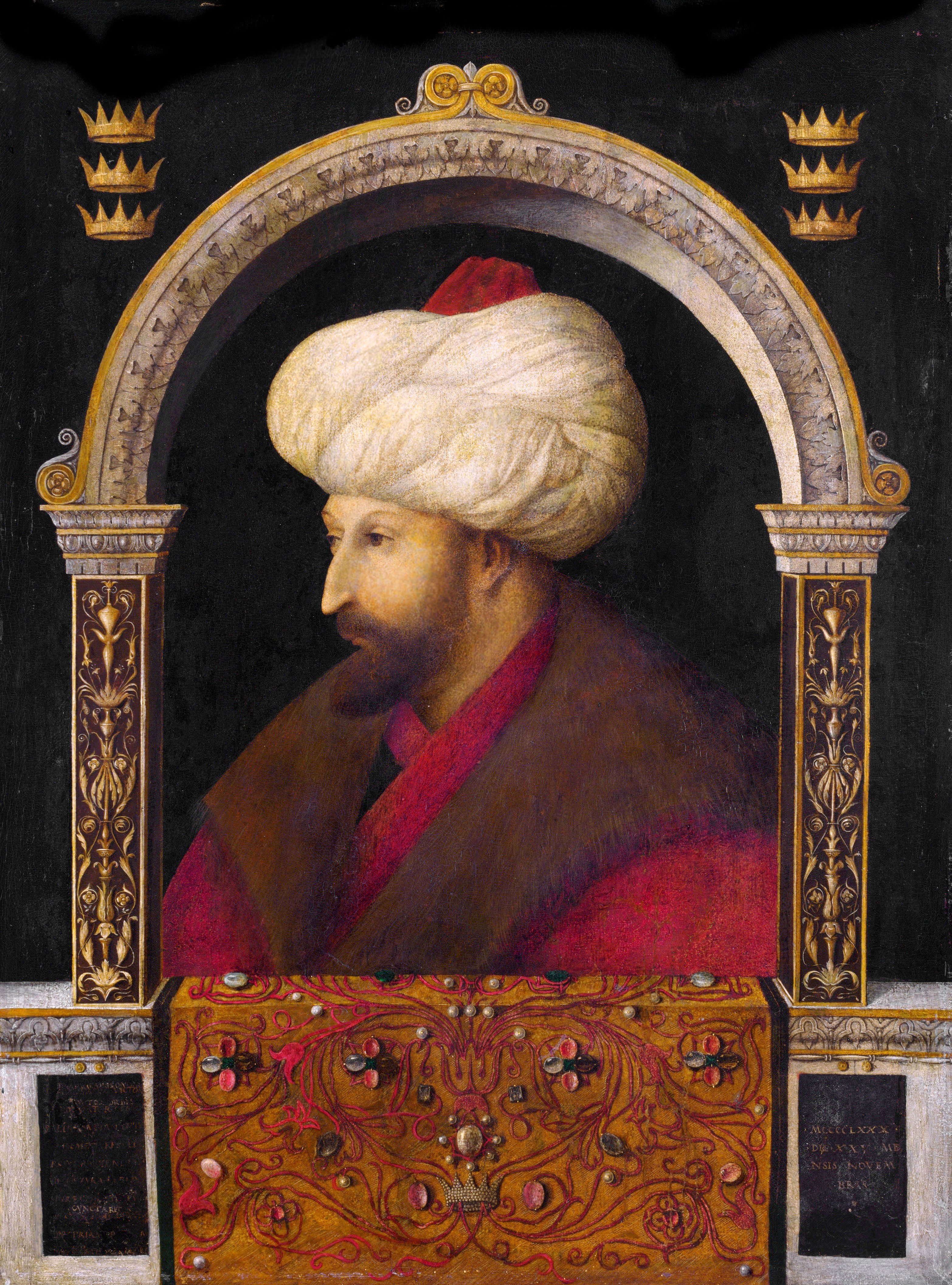
Porträt Sultan Mehmeds II. von Gentile Bellini (1480)

Sowohl das Königreich Ungarn als auch der osmanische Sultan Murad II. übten beträchtlichen Druck auf Vlad II. aus. Seit den 1430er Jahren waren die Grenzregionen des Königreichs Ungarn und der halbautonomen Walachei von türkischer Invasion bedroht. Vlad Dracul unterwarf sich dem Sultan und überließ ihm seine beiden jüngeren Söhne Vlad und Radu als Geiseln, die unter anderem in der Festung Eğrigöz, nördlich von Emet, festgehalten wurden.

### Kurze Herrschaft, Exil und erneute Machtübernahme
Vlads III. älterer Bruder Mircea wurde in Târgoviște mit glühenden Eisenstangen geblendet und danach lebendig begraben.
Im Dezember 1447 töteten aufständische Bojaren Vlad II. in den Sümpfen bei Bălteni. Hinter dem Attentat stand angeblich der ungarische Regent Johann Hunyadi (Reichsverweser von 1446 bis 1453). Die Türken marschierten in die Walachei ein, stürzten Vladislav II. aus dem Dănești-Clan und setzten Vlad III. auf den Thron. Seine Herrschaft war nur kurz, da Johann Hunyadi in die Walachei einmarschierte und Vlad III. noch im selben Jahr absetzte. Dieser floh in die Karpaten und anschließend in das Fürstentum Moldau und verblieb dort bis zum Oktober 1451 unter dem Schutz seines Onkels Bogdan II.
Petru Aron tötete 1451 Bogdan II. und folgte ihm als Petru III. auf dem Thron des Fürstentums Moldau. Vlad III. floh nach Ungarn, wo Johann Hunyadi von Vlads detaillierten Kenntnissen über die türkische Mentalität und die Strukturen innerhalb des Osmanischen Reiches sowie seinem Hass auf den neuen Sultan Mehmed II. beeindruckt war. Vlad wurde begnadigt, zum Berater Hunyadis erhoben und wurde zum von Ungarn bevorzugten Anwärter auf den walachischen Thron. 1456 zog Hunyadi gegen die Türken in Serbien und gleichzeitig Vlad III. mit eigenen Truppen in die Walachei ein. Beide Feldzüge waren erfolgreich, allerdings verstarb Hunyadi an der Pest. Vlad herrschte nun zum zweiten Mal in seinem Heimatland.

### Hauptregierungszeit (1456–1462)
Nach 1456 verbrachte Vlad die meiste Zeit am Hof von Târgoviște, gelegentlich auch in anderen Städten wie Bukarest. Dort beschäftigte er sich mit Gesetzesvorlagen, empfing ausländische Gesandte oder saß Gerichtsverfahren vor. Er ließ den Palast in Târgoviște umbauen, wovon der Chindia-Turm heute noch zeugt. Er verstärkte einige Burgen, wie beispielsweise die Burg Poenari, in deren Nähe er eine Privatresidenz bauen ließ.
In den frühen Jahren seiner Herrschaft eliminierte Vlad rivalisierende Bojaren oder beschränkte ihren wirtschaftlichen Einfluss. Die traditionell in der Hand führender Bojaren befindlichen Schlüsselpositionen der Ratsversammlung wurden meist durch unbedeutende oder ausländische Getreue Vlads besetzt. Auch weniger bedeutsame Positionen blieben den alteingesessenen Bojaren nun verwehrt und wurden mit zu Rittern geschlagenen freien Bauern besetzt. 1459 ließ Vlad abtrünnige bojarische Adlige und Kleriker festsetzen; die älteren wurden gepfählt und ihr Hab und Gut im Volk verteilt, die übrigen wurden gezwungen, ca. 80 km nach Poienari zu marschieren, um die am Fluss Argeș gelegene Burg Poenari neu zu errichten.
Der walachische Adel hatte politische und wirtschaftliche Beziehungen zu den Städten der autonomen Region Siebenbürgen und den dort lebenden Siebenbürger Sachsen unterhalten. Vlad hatte sich in einem 1456 mit dem ungarischen König Ladislaus Postumus geschlossenen Vertrag zu Tributzahlungen verpflichtet, wofür ihm die Unterstützung der sächsischen Siedler im Kampf gegen die Türken zugesichert wurde. Vlad verweigerte diesen Tribut wegen angeblich nicht erfüllter Pflichten, und in der Folge erhoben sich die von Ungarn unterstützten siebenbürgischen Städte. Vlad widerrief ihre Handelsprivilegien und überfiel die Städte, während derer er (nach einer Schilderung von Basarab Laiotă cel Bătrân aus dem Jahr 1459) 41 Händler aus Kronstadt (heute Brașov) und Țara Bârsei pfählen ließ. Zudem griff er etwa 300 Kinder auf, von denen er einige pfählen, die anderen verbrennen ließ.
Nach dem Ende der Herrschaft von Alexandru I. Aldea 1436 hatte sich die Linie der Familie Basarab in die Linien Dănești und die Drăculești geteilt, die beide Anspruch auf den Thron erhoben. Überfälle Vlads auf Siebenbürgen dienten der Ergreifung von Thronaspiranten aus der Dănești-Familie. Mehrfach starben Dănești durch Vlads eigene Hand, so auch sein Vorgänger Vladislav II. kurz nach der Machtübernahme von 1456. Ein anderer Dănești wurde der Teilnahme an der Lebendbegrabung von Vlads Bruder Mircea bezichtigt und soll vor seiner Exekution gezwungen worden sein, kniend vor seinem eigenen Grab seinen eigenen Nachruf zu halten. Tausende von Siebenbürgern sollen als Strafe für das Gewähren von Unterschlupf für Gegner Vlads gepfählt worden sein.
Nach dem Tod von Vlads Großvater Mircea cel Bătrân (deutsch Mircea der Ältere) 1418 herrschten in der Walachei zeitweise chaotische Zustände. Der andauernde Kriegszustand hatte zu steigender Kriminalität, fallender landwirtschaftlicher Produktion und starker Beeinträchtigung des Handels geführt. Vlad setzte zur Wiederherstellung der Ordnung auf harte Maßnahmen, da in seinen Augen nur ein ökonomisch stabiles Land Aussicht auf Erfolg gegen seine außenpolitischen Feinde hatte.
Vlad hatte während seiner Zeit als türkische Geisel das Pfählen kennengelernt, das auch in Europa zur Hinrichtung von Feinden und Kriminellen bekannt war. Vor den Städten verwesten oft die toten Körper auf ihren Pfählen als Abschreckung gegen Diebe, Lügner und Mörder. Walachischen Überlieferungen zufolge sollen Verbrechen und Korruption durch Vlads Strenge schon bald nach seinem Regierungsantritt weitgehend verschwunden sein und Handel und Kultur wieder floriert haben. Viele Untertanen verehrten Vlad angeblich für sein unerbittliches Beharren auf Recht, Ehrlichkeit und Ordnung. Er war auch als großzügiger Förderer von Kirchen und Klöstern bekannt, wie zum Beispiel im Fall des Klosters Snagov.

### Vlads „Kreuzzug“

#### Vorgeschichte

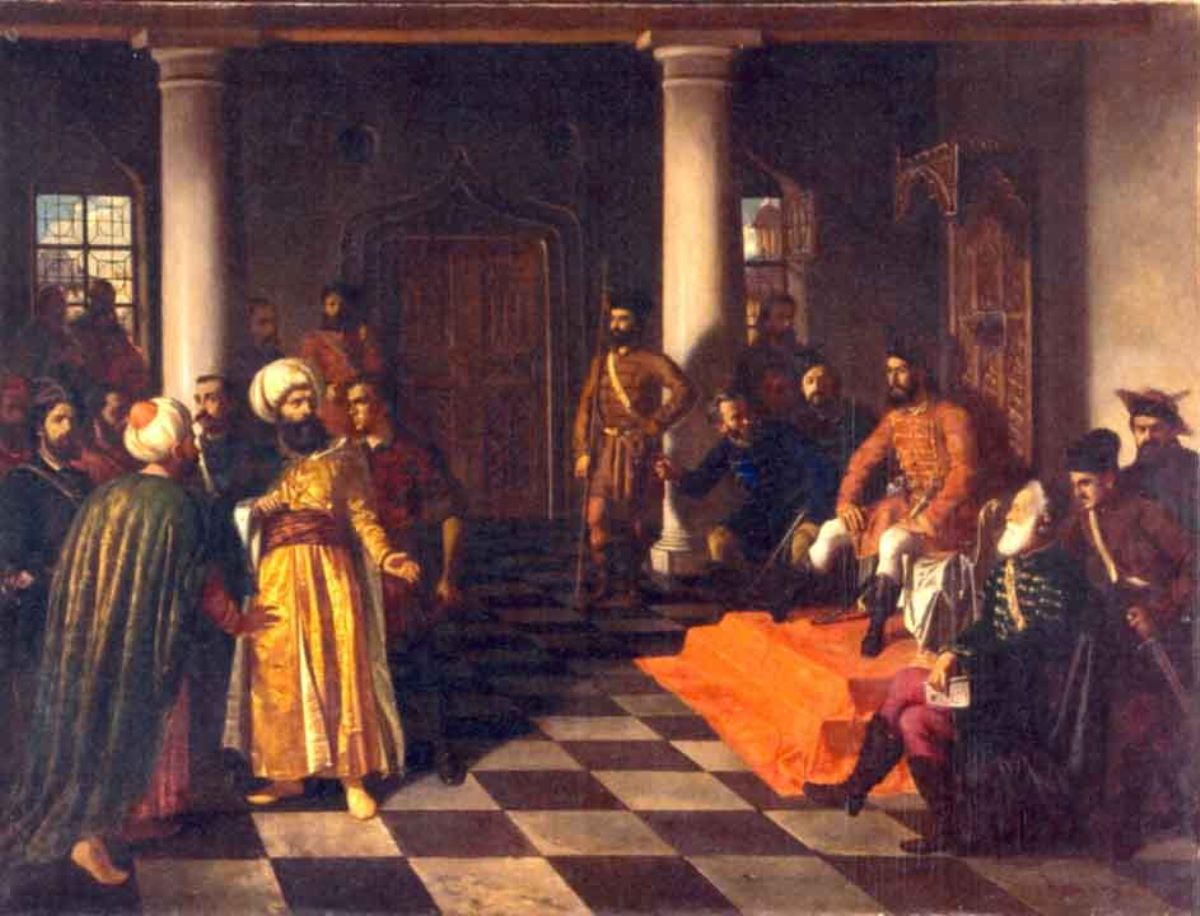
Vlad III. Drăculea empfängt türkische Gesandte, Historiengemälde von Theodor Aman (1831–1891)

Nach der Eroberung Konstantinopels 1453 fasste Sultan Mehmed II. weitere Feldzüge ins Auge. Das griechische Kaiserreich Trapezunt in Anatolien widerstand noch immer dem Osmanischen Reich, und im Osten bedrohte Uzun Hasan, Herrscher des turkmenischen Reichs der Weißen Hammel, zusammen mit anderen kleineren Staaten die Hohe Pforte. Im Westen herrschte unter Fürst Skanderbeg Unruhe in Albanien, und Bosnien zahlte die geforderten Tribute zeitweise nur zögerlich. Die Walachei kontrollierte ihre Seite der Donau. Für Mehmed war der Fluss von strategischer Wichtigkeit, da die Gegenseite über ihn Truppen aus dem Heiligen Römischen Reich einschiffen konnte.
Am 14. Januar 1460 rief Papst Pius II. einen erneuten Kreuzzug gegen die Osmanen aus, der drei Jahre dauern sollte. Jedoch konnte nur Vlad als einziger europäischer Führer für diesen Plan begeistert werden. Mehmed nutzte die abendländische Unentschlossenheit zur Offensive und nahm mit Smederevo die letzte unabhängige serbische Stadt ein. 1461 bewegte er das griechische Despotat Morea und bald darauf auch die Hauptstadt Mistra sowie Korinth zur kampflosen Aufgabe. Vlads einziger Verbündeter Mihály Szilágyi, ein Schwager Hunyadis, geriet 1460 in Bulgarien in türkische Gefangenschaft; seine Gefolgschaft wurde zu Tode gefoltert. Vlad ging 1460 erneut ein Bündnis mit dem neuen ungarischen König Matthias Corvinus ein.
Gesandte Mehmeds verlangten die Begleichung der seit 1459 ausstehenden Tribute in Höhe von 10.000 Dukaten und eine Knabenlese von 500 Jungen, die zu Janitscharen ausgebildet werden sollten. Anstatt der Forderung nachzukommen, ließ Vlad die Gesandtschaft umbringen. Weitere Türken wurden auf walachischem Territorium nach der Überquerung der Donau aufgegriffen und gepfählt. Mit einem Brief vom 10. September 1460 warnte er die Siebenbürger Sachsen in Kronstadt vor Mehmeds Invasionsplänen und warb um ihre Unterstützung.
1461 lud Mehmed den Fürsten zu Verhandlungen über den andauernden Konflikt nach Konstantinopel ein. Ende November 1461 schrieb Vlad an Mehmed, dass in seiner Abwesenheit von Ungarn die Gefahr eines militärischen Schlages gegen die Walachei ausgehen würde, weswegen er sein Land nicht verlassen könne, und dass er den Tribut wegen der Kosten des Krieges gegen Siebenbürgen vorerst nicht aufbringen könne. Er versprach Zahlungen in Gold und stellte zu gegebener Zeit einen Besuch in Konstantinopel in Aussicht. Der Sultan sollte ihm für die Zeit seiner Abwesenheit einen Pasha als Stellvertreter zur Verfügung stellen.
In der Zwischenzeit waren Details über Vlads Bündnis mit Ungarn zu Mehmed durchgesickert. Mehmed sandte Hamza Pascha von Nikopolis auf eine diplomatische Mission zu Vlad, allerdings mit dem Befehl, Vlad dabei zu ergreifen und nach Konstantinopel zu bringen. Vlad erhielt von diesen Plänen frühzeitig Kenntnis. Der von einer 1.000 Mann starken Kavallerieeinheit begleitete Hamza musste zur Anreise durch eine enge Schlucht bei Giurgiu ziehen, in der Vlad zu einem Überraschungsangriff aus dem Hinterhalt ansetzte und die türkische Streitmacht vernichten konnte. Nach diesem Angriff rückten Vlad und seine Kavallerie in türkischer Verkleidung bis zur Festung bei Giurgiu vor, wo Vlad den Wächtern in türkischer Sprache befahl, die Tore zu öffnen. Durch diese List gelangten Vlads Truppen in die Festung, die bei den folgenden Kampfhandlungen zerstört wurde.
Vlad überquerte mit seiner Armee die gefrorene Donau und fiel in Bulgarien ein. Hier teilte Vlad seine Armee in mehrere kleinere Einheiten und verwüstete innerhalb von zwei Wochen große Teile des Gebietes zwischen Serbien und dem Schwarzen Meer, was die Versorgung der osmanischen Armee erschweren sollte. Vlad informierte den ungarischen König Matthias Corvinus in einem detaillierten Brief vom 11. Februar 1462 darüber, dass von seinen Truppen während des Feldzuges 23.883 Türken und muslimische Bulgaren getötet worden seien, nicht eingerechnet jene, die in ihren Häusern verbrannt seien. Bulgarische Christen seien hingegen verschont worden; viele von ihnen hätten sich darauf in der Walachei angesiedelt. Wegen dieses Erfolges forderte Vlad den ungarischen König auf, nun mit seinen Truppen zu ihm zu stoßen, um gemeinsam die Türken zu bekämpfen.
Mehmed erfuhr von Vlads Feldzug während seiner Belagerung von Korinth und detachierte daraufhin eine 18.000 Mann starke Armee unter dem Kommando seines Großwesirs Mahmud Pascha zum walachischen Hafen Brăila, mit dem Auftrag, diesen zu zerstören. Vlads Armee griff die türkischen Truppen an und dezimierte sie bis auf 8.000 Mann. Diese militärischen Erfolge Vlads wurden von den Siebenbürger Sachsen, den italienischen Staaten und dem Papst gleichermaßen freudig aufgenommen. Mehmed brach nach diesem weiteren Misserfolg seiner Truppen nun die Belagerung vor Korinth ab, um Vlad selbst zu stellen.

#### Kriegsvorbereitungen

##### Osmanische Seite
Sultan Mehmed schickte Gesandte aus, um eine Armee zusammenzustellen, die ähnlich groß und schwer bewaffnet war wie diejenige, die er bei der Belagerung von Konstantinopel eingesetzt hatte. Schätzungen schwanken je nach Quelle zwischen 90.000, 150.000, 250.000, 300.000 und 400.000 Mann. 1462 setzte sich Mehmed mit dieser Armee von Konstantinopel in Richtung Walachei in Bewegung, mit dem Ziel, diese für das Osmanische Reich zu annektieren. Vlads Halbbruder Radu erwies sich als willfähriger Diener des Sultans und kommandierte 4.000 Reiter. Zusätzlich führten die Türken 120 Kanonen, Ingenieure und Arbeiter zum Straßen- und Brückenbau, islamische Geistliche wie Ulema und Muezzine sowie Astrologen mit sich, die an Entscheidungen beteiligt waren. Der byzantinische Geschichtsschreiber Laonikos Chalkokondyles berichtete, dass den Donauschiffern 300.000 Goldstücke für den Transport der Armee gezahlt wurden. Zusätzlich benutzten die Osmanen eine eigene Flotte von 25 Triremen und 150 kleineren Schiffen zum Transport der Armee, ihrer Ausrüstung und Verpflegung.

##### Walachische Seite
Vlad forderte die Unterstützung des ungarischen Königs Matthias Corvinus. Im Gegenzug bot er an, vom orthodoxen zum römisch-katholischen Glauben zu konvertieren. Als Antwort erhielt er nur vage Versprechungen und erklärte eine Generalmobilmachung die nicht nur Männer im wehrfähigen Alter umfasste, sondern auch Frauen, Kinder ab 12 Jahren sowie ein aus Roma bestehendes Sklavenaufgebot. Verschiedene Quellen nennen für seine Streitkraft eine Stärke zwischen 22.000 und 30.900 Mann. Einem Brief von Leonardo III. Tocco, Fürst des Despotats Epirus von 1448 bis 1479, zufolge war die türkische Armee 400.000 und die walachische Armee 200.000 Mann stark. Diese Angabe scheint allerdings überhöht. Vlads Armee bestand mehrheitlich aus Bauern und Hirten und nur wenigen Reitern, die mit Lanzen, Schwertern, Dolchen und Kettenhemden ausgerüstet waren. Vlads persönliche Garde bestand aus Söldnern verschiedener Herkunft, darunter „Zigeuner“. Vor den Auseinandersetzungen soll Vlad seinen Männern in einer Ansprache gesagt haben, dass „wer an den Tod denkt, ihm besser nicht folgen solle“.

#### Kampfhandlungen
Die Türken versuchten zuerst, in Widin auszuschiffen, wurden aber durch Pfeile zurückgedrängt. In der Nacht des 4. Juni gelang es den Türken, ein großes Kontingent der Janitscharen bei Turnu Severin auf der walachischen Seite der Donau anzulanden. Der in Serbien geborene Janitschar Konstantin aus Ostrovitza beschreibt die folgenden Ereignisse in seinen Memoiren eines Janitscharen:

„Als die Nacht angebrochen war, setzten wir uns in die [80 vorbereiteten] Schiffe und ließen uns schnell flußabwärts treiben, so daß weder Ruderschlag noch Menschenstimme zu hören war. Wir erreichten das andere Ufer etwa 100 Schritt unterhalb der Stelle, wo ihr Heer lag. Dort schlossen wir uns mit Graben und Wall ein, brachten die Geschütze in Stellung, umgaben uns ringsum mit Schilden und pflanzten Spieße um uns herum auf, damit uns die [feindliche] Reiterei nichts anhaben konnte. Danach fuhren die Schiffe wieder auf die andere Seite und setzten alle Janitscharen zu uns über.
 Wir stellten uns in Schlachtordnung auf und rückten langsam … gegen das feindliche Heer vor. Als wir auf ziemliche Nähe herangekommen waren, hielten wir an und stellten die Geschütze auf. Aber bis es dazu kam, hatten sie uns schon 250 Janitscharen mit ihren Geschützen getötet. […] Als wir sahen, daß so viele von uns umkamen, machten wir uns schnell (schuß)bereit, und da wir 120 Haubitzen hatten, gaben wir sogleich mehrmals Feuer, und es gelang uns, [ihr ganzes Heer vom Platze zu treiben]. […] Da setzte der Sultan selbst mit seiner ganzen Streitmacht zu uns über und gab uns 30.000 Goldstücke, die wir unter uns verteilten.“

Vlad, der das Übersetzen des osmanischen Heeres nicht hatte verhindern können, zog sich ins Landesinnere zurück, wobei er verbrannte Erde hinterließ. Um die ihn verfolgende osmanische Armee zu behindern, ließ Vlad mit Hölzern und Gestrüpp abgedeckte Fallgruben ausheben und Gewässer vergiften, kleinere Flüsse umleiten und auf diese Weise weite Landstriche in Sümpfe verwandeln. Die Bevölkerung wurde samt Viehherden in die Berge evakuiert, sodass Mehmed sieben Tage lang vorwärtszog, ohne Mensch oder Tier anzutreffen oder Proviant aufnehmen zu können, was für eine erhebliche Ermattung und Demoralisierung seiner Armee sorgte.
Während dieser Zeit beunruhigten Vlad und seine Kavallerie die vordringenden Türken aber durch permanente, meist überfallartig aus Hinterhalten durchgeführte Attacken. Der Woiwode schickte den Quellen zufolge auch Lepra-, Tuberkulose- und Pestkranke ins Feldlager der Türken, um diese zu infizieren. Die Pest breitete sich in der osmanischen Armee aus. Die türkische Flotte führte einige kleinere Angriffe auf Brăila und Chilia durch, ohne jedoch größeren Schaden anrichten zu können, da Vlad die meisten bedeutenden Häfen in Bulgarien zerstört hatte. Chalkokondyles schrieb, dass der Sultan einem gefangenen walachischen Soldaten Geld für Informationen angeboten hatte, welche dieser auch nach Androhung von Folter nicht preisgeben wollte. Mehmed lobte den Soldaten und stellte fest: „Wenn Dein Herr mehr Soldaten wie Dich hätte, könnte er in kurzer Zeit die Welt erobern!“
Die Türken setzten ihren Vormarsch bis Târgoviște fort, wobei es ihnen nicht gelang, die Festung Bukarest und die befestigte Insel Snagov einzunehmen.

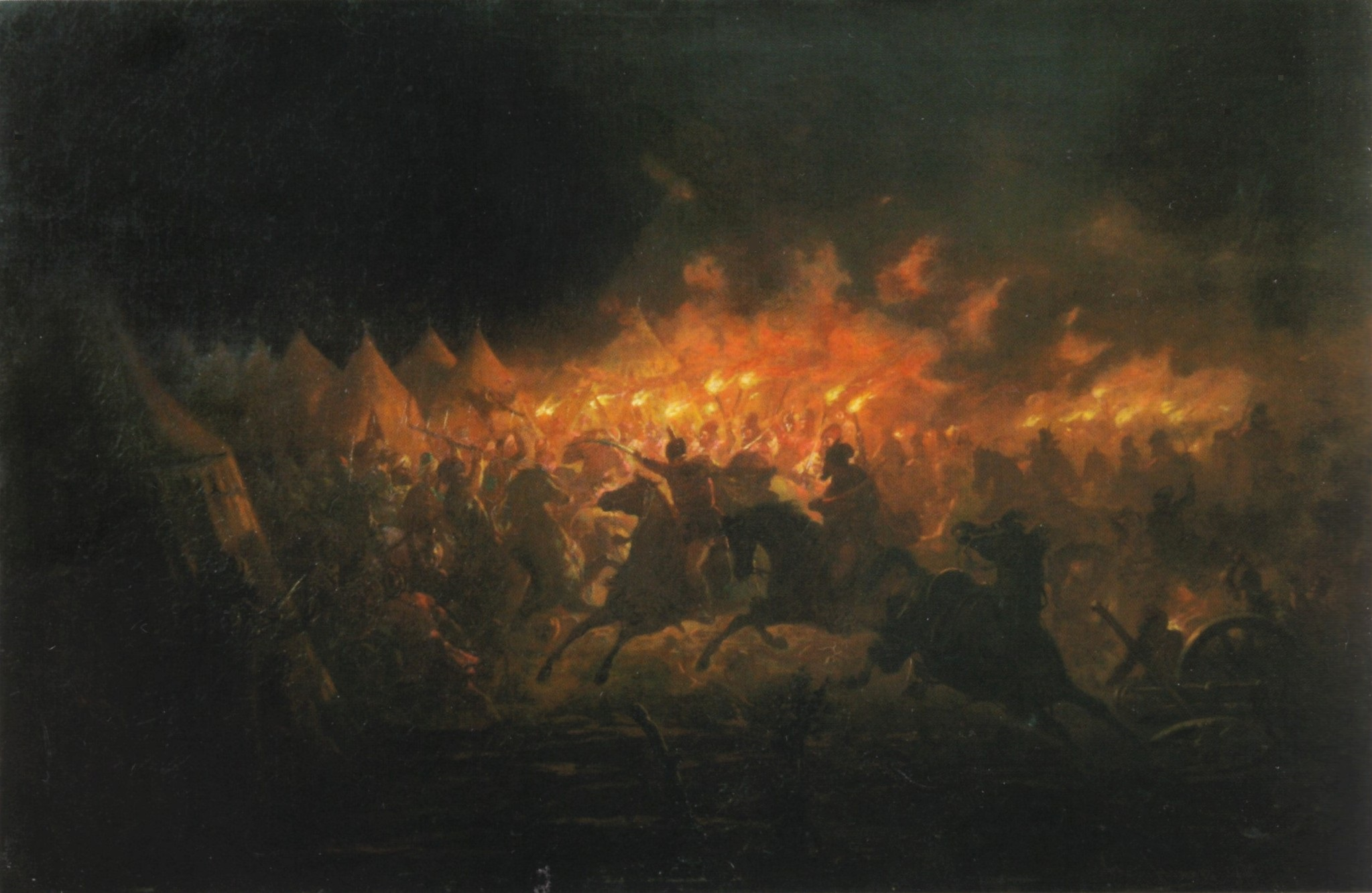
Vlads nächtlicher Angriff auf das türkische Hauptlager (Gemälde von Theodor Aman, 19. Jahrhundert)

Am 17. Juni führte Vlad mit 24.000 (andere Quellen sprechen von 7.000 bis 10.000) Reitern seiner Truppen einen nächtlichen Angriff auf das türkische Lager südlich von Bukarest durch. Chalkokondyles berichtet, dass sich Vlad vor der Schlacht als Türke verkleidet Zugang zum feindlichen Lager verschafft hatte und so die Lage sowie das Zelt des Sultans ausspähen konnte. Nicolaus Machinensis, Bischof von Modruš und päpstlicher Gesandter am ungarischen Königshof, beschrieb die Ereignisse wie folgt:

„Der Sultan belagerte Vlad am Fuße eines Hügels, der den Walachen aufgrund ihrer Position auf dem Hügel zum Vorteil gereichte. Țepeș hatte sich mit seinen 24.000 willig folgenden Truppen dort verschanzt. Als Țepeș erkannte, dass er entweder an Hunger verenden oder in die Hände eines grausamen Feindes fallen würde und dass beide Umstände für einen Krieger unwürdig waren, rief er seine Männer zusammen und erklärte ihnen die Situation und konnte diese so leicht dazu bewegen, das feindliche Lager anzugreifen. Er teilte seine Truppen in Gruppen auf, in denen sie entweder auf dem Schlachtfeld mit Ruhm und Ehre sterben würden oder aber, sollte die Fügung ihnen gewogen sein, sich an den Feinden auf vorzügliche Art und Weise rächen würden.“

„Er benutzte einige türkische Gefangene, die unkluger Weise in der Dämmerung umherspaziert waren und dabei ergriffen wurden, um bei Einbruch der Nacht mit einem Teil seiner Truppen in das osmanische Lager einzudringen. Während dieser Nacht eilte er blitzschnell in alle Richtungen und metzelte seine Feinde hernieder. Wäre der andere walachische Kommandant, dem die verbleibenden Truppen anvertraut waren, ähnlich unerschrocken gewesen oder hätten die Türken nicht die wiederholten Befehle des Sultans, ihre Posten nicht zu verlassen, auf das vollste befolgt, dann hätte der Walache unzweifelhaft den großartigsten und höchst glanzvollsten Sieg davongetragen.“

„Aber der andere Kommandant (ein Bojare namens Galeș) wagte es nicht, wie vereinbart das Lager von der anderen Seite aus anzugreifen. Țepeș richtete ein unglaubliches Massaker an, ohne dabei viele seiner Männer in dieser bedeutenden Begegnung zu verlieren, jedoch wurden viele verwundet. Er verließ das feindliche Lager vor Tagesanbruch und kehrte auf den Hügel zurück, von dem er gekommen war. Niemand wagte es, ihn zu verfolgen, da er einen solchen Aufruhr und Terror verbreitet hatte. Ich erfuhr durch Befragung derjenigen, die an der Schlacht teilgenommen hatten, dass der Sultan jegliche Zuversicht in die Situation verloren hatte. In dieser Nacht hatte er das Lager aufgegeben und war schändlich von dort geflohen. Er wäre auch noch weiter fortgelaufen, wäre er nicht von seinen Freunden gemaßregelt und zurückgebracht worden, fast gegen seinen Willen.“

Der Angriff begann drei Stunden nach Sonnenuntergang und dauerte bis vier Uhr am nächsten Morgen. Im türkischen Lager hatte der Angriff für große Verwirrung gesorgt. Hornisten sollen zum Angriff geblasen haben, das Schlachtfeld sei von Fackeln erleuchtet gewesen, und die Walachen sollen mehrere Angriffe hintereinander gestartet haben. Über den Erfolg dieses Angriffs sind die Quellen uneins, die einen sprechen von großen, andere nur von geringen türkischen Verlusten. Durch die walachische Attacke verlor die osmanische Armee allerdings viele Pferde und Kamele. Einige Chroniken machen den Bojaren Galeș für das Scheitern der walachischen Operation verantwortlich. Dieser hatte mit einer zweiten Armee einen zeitgleichen Angriff angeführt, soll jedoch „nicht mutig genug“ gewesen sein, um „die erwartete Verheerung unter den Feinden“ herbeizuführen. Vlad selbst wandte sich mit Teilen seiner Kavallerie in Richtung des Zelts, in dem der Sultan vermutet wurde. Es stellte sich allerdings heraus, dass es das Zelt der Großwesire Ishak Pascha und Mahmud Pascha war. Die Janitscharen unter dem Kommando von Mihaloğlu Ali Bey verfolgten schließlich die abziehenden Walachen und töteten 1.000 bis 2.000 von ihnen. Der Schilderung des Chronisten Domenico Balbi zufolge betrugen die Verluste auf der walachischen Seite insgesamt 5.000 Mann, und 15.000 Mann auf der osmanischen Seite.
Trotz der schlechten Kampfmoral unter den Türken entschloss sich Mehmed, die Hauptstadt zu belagern. Allerdings fand er bei der Ankunft die Stadt verlassen vor. Chronisten zufolge fanden die Türken einen „wahren Wald mit Gepfählten“ vor. Eine halbe Stunde lang soll die osmanische Armee an etwa 20.000 gepfählten türkischen Gefangenen und bulgarischen Muslimen vorbeigezogen sein. Unter diesen befand sich auch der verwesende Leichnam von Hamza Pascha, der auf dem höchsten Holzpflock gepfählt worden war, was seinen Rang zeigen sollte. Andere Quellen berichten, dass die Stadt von Soldaten verteidigt wurde und dass gepfählte Körper außerhalb der Stadtmauern in einem Umkreis von 60 Meilen verstreut lagen. Chalkokondyles schrieb über die Reaktion des Sultans:

„Der Imperator war so überwältigt von dem Bild, welches sich ihm bot, und stellte fest, dass er dieses Land nicht von dem Mann nehmen könne, der solche Dinge bewerkstelligen und die Herrschaft über seine Untertanen derart ausschöpfen konnte. Ein Mann, der dieses bewerkstelligt hatte, sei sicherlich zu Größerem berufen.“

Mehmed befahl das Ausheben eines tiefen Grabens um das türkische Lager, um ein Eindringen der Walachen zu verhindern. Am folgenden Tag, dem 22. Juni, begannen die Türken mit dem Rückzug. Am 29. Juni erreichten die osmanischen Truppen die Stadt Brăila und brannten diese nieder. Danach verließen sie das Land mit ihren Schiffen in Richtung Adrianopel, wo sie am 11. Juli eintrafen. Einen Tag später wurden Feierlichkeiten zum Anlass des großen Sieges über Vlad abgehalten. Die Türken hatten viele der Einwohner des Kriegsgebietes versklavt und diese zusammen mit 200.000 Rindern und Pferden Richtung Süden verbracht.
Unterdessen hatte Vlads Cousin Ștefan cel Mare, der Herrscher des Fürstentums Moldau, versucht, Akkerman und Chilia einzunehmen. Im Zuge seines Angriffs auf Chilia eilten jedoch 7.000 Walachen zur erfolgreichen Verteidigung der Stadt herbei, wobei Ștefan cel Mare durch Artilleriefeuer am Fuß verwundet wurde.

#### Folgen
Vlad hatte sich zwar gegen einen übermächtigen türkischen Gegner militärisch erfolgreich behaupten können, jedoch musste er hierfür ein weitgehend verwüstetes Land in Kauf nehmen. Politischen Beobachtern war klar, dass der Sultan diese neuerliche Schmach nicht hinnehmen würde. In dieser Situation fiel es Vlads zum Islam konvertiertem Halbbruder Radu nicht schwer, die walachischen Adeligen, von denen sich Vlad weitgehend entfremdet hatte, von den Vorteilen einer Unterwerfung und Tributzahlungen an den Sultan zu überzeugen und sie so auf seine Seite zu ziehen. Im August 1462 vereinbarten Radu und die Hohe Pforte einen Machtwechsel in der Walachei, wonach Radu an der Spitze einer türkischen Armee gegen die wiedererrichtete Burg Poenari zog. Vlad konnte nach Siebenbürgen entkommen und begab sich unter die Herrschaft des ungarischen Königs Matthias Corvinus. Dieser inhaftierte Vlad zwölf Jahre in der Festung Visegrád mit der Begründung, Vlad habe den Sultan in einem Brief um Vergebung und um eine Allianz gegen Ungarn gebeten. Die Literatur spekuliert, dass Matthias Corvinus sich auf diese Weise seines Konkurrenten Vlad entledigen wollte, der ihm die führende Rolle als Kämpfer gegen die Türken streitig zu machen drohte. 1474 wurde Vlad aus der Haft entlassen und mit einer von Matthias Corvinus’ Cousinen verheiratet, vermutlich, nachdem Vlad zum Katholizismus konvertiert war. Vlad erhielt ein militärisches Kommando und nahm mit einer ungarischen Armee bosnische Ortschaften und Festungen ein, wobei 8.000 Muslime gepfählt worden sein sollen.
Ștefan cel Mare nutzte die Schwäche des Nachbarstaats und nahm Chilia und Akkerman ein. Zwischen 1471 und 1474 fiel Ștefan mehrfach in die Walachei ein, um sie aus dem Machtbereich der Osmanen zu lösen. Das gelang jedoch nicht, weil die eingesetzten Woiwoden dem osmanischen Druck nicht standhalten konnten. Die starke osmanische Garnison in der Stadt Giurgiu war nur 6–8 Reiterstunden von Bukarest entfernt. Um den wiederholten Übergriffen aus dem Norden ein Ende zu bereiten, befahl Sultan Mehmed II. 1475 einen Angriff auf die Moldau, aber Ștefan besiegte die etwa 120.000 Invasoren mit einem eigenen Heer von nur 40.000 bei Vaslui. Der türkische Chronist Seaddedin sprach von einer noch nie da gewesenen Niederlage der Osmanen. Nach diesem Sieg versuchte Stefan, die europäischen Mächte gegen die Osmanen zu mobilisieren, allerdings ohne Erfolg.
Vlad III. und Ștefan verbündeten sich und eroberten 1476 zusammen mit ungarischen Truppen binnen weniger Wochen die Walachei. Im November wurde Vlad III. zum letzten Mal als Fürst der Walachei ausgerufen. Kurz nach dem Abzug der ungarischen und moldauischen Truppen wurde Vlad im Dezember 1476 gestürzt und musste zusammen mit seiner 200 Mann starken moldauischen Leibgarde flüchten. Ende 1476 oder Anfang 1477 fiel er entweder in einem Gefecht oder wurde auf der Flucht ermordet. Sein Kopf soll, in Honig eingelegt, dem Sultan als Geschenk nach Konstantinopel gebracht und dort auf einer Stange aufgespießt zur Schau gestellt worden sein. Sein Leichnam soll im Kloster von Snagov beigesetzt und von dort später an einen unbekannten Ort verbracht worden sein.
Vlads Bruder Radu war 1475 verstorben. Als Herrscher der Walachei folgte Basarab Laiotă cel Bătrân (deutsch Basarab Laiotă der Ältere).

### Ehen und Nachkommen
Vlad war in erster Ehe mit einer transsylvanischen Adeligen verheiratet, deren Name nicht überliefert ist. Dieser Ehe entstammte der Sohn Mihnea I. cel Rău (deutsch Mihnea der Böse, * um 1462; † 1510 und von 1508 bis 1509 Herrscher des Fürstentums Walachei).
In zweiter Ehe war Vlad mit Ilona Szilágyi, einer Cousine des ungarischen Königs Matthias Corvinus, verheiratet. Dieser Ehe entstammten
- ein Sohn namens Vlad
- ein weiterer Sohn († um 1482), dessen Name nicht überliefert ist.[22]

## Etymologie des Namens

Insigne des Drachenordens

Der Name Drăculea (latinisiert und in slawischen Sprachen Dracula) leitet sich gemäß einer These, die erstmals 1804 im vierten Band von Johann Christian Engels Geschichte des Ungarischen Reichs und seiner Nebenländer formuliert wurde und heute noch von den meisten Historikern akzeptiert wird, vom Beinamen Dracul ab, den sein Vater Vlad II. nach seiner Aufnahme in den Drachenorden erhalten haben soll. Der Drache findet sich auch in den Insignien des Ordens, die er mit sich brachte. Dracul setzt sich aus drac für „Drache“ (griech./lat. drako/draco, altslawisch drak) und dem bestimmten Artikel -ul zusammen. Durch Hinzufügen der Genitivendung -a wird daraus „Draculs Sohn“. Da der Drache in der christlich-abendländischen Kultur jedoch stets das Böse symbolisiert, das überwunden werden soll, gilt es als höchst unwahrscheinlich, dass Vlad II. sich selbst diesen Namen gegeben hat. Auch eine positive Konnotation von dracul im Sinne von „Teufelskerl“, wie sie sich im Rumänischen durchaus nachweisen lässt, ist für das tief religiöse Spätmittelalter nicht anzunehmen.

Vlads Unterschrift in lateinischer Sprache:
Wladislaus Dragwlya
Waywoda prin[cipatus] Transalpinae (wörtl. Woiwode des Fürstentums jenseits der [[Transsilvanische Alpen|[transsilvanischen] Alpen]])

Eine weitere Deutung des Namens stützt sich auf die stimmhafte Schreibweise des slawisch-rumänischen Namens Dragul, der im heutigen Rumänien bereits vor der Gründung des Drachenordens nachweisbar ist. „Drag“ bedeutet in beiden Sprachen etwas, das lieb, kostbar oder edel ist. „Dragul meu“ beispielsweise ist aus dem Rumänischen mit „mein Liebling“ zu übersetzen, das bosnisch/kroatisch/serbische „dragulj“ bedeutet „Juwel“ oder „Edelstein“. Vlad Dragul hieße demnach „Vlad der Liebe/Edle“. Ein Beleg für diese Interpretation findet sich in einer ungarischen Quelle des Jahres 1549, in der der Name des „tapferen Fürsten Dragula“ als Diminutiv von „Drago“ gedeutet wurde und dafür die lateinische Übersetzung „Charulus“ (lat. carus = „lieb“) vorgeschlagen wurde. Auch Vlad III. hat in seinem letzten Lebensjahr Urkunden unter den Namen „Wladislaus Dragwlya“ und „Ladislaus Dragkulya“ unterzeichnet. Die Annahme, dass Vlad II. Dragul genannt wurde und dieser Name in Verbindung mit dem Insigne des Drachenordens volksetymologisch als „der Drache“ und in weiterer Folge auch als „der Teufel“ interpretiert wurde, ist somit sehr plausibel. Das stimmhafte g wäre demnach zum stimmlosen k mutiert und die einstmals wertfreie Variante des Namens quasi „verteufelt“ worden. Als Vlad III. in ungarischer Gefangenschaft war, scheint sein Ruf bereits so schlecht gewesen zu sein, dass nur mehr der bösen Variante seines Namens Beachtung geschenkt wurde. Dementsprechend berichtet auch der byzantinische Chronist Dukas, dass der walachische Woiwode böse und heimtückisch sei, entsprechend seinem Namen „Dragulios“. Im deutschen Sprachraum tauchte die böse Namensvariante von Anfang an auf, hier wurde Vlad III. bereits in einer vor 1472 in Konstanz entstandenen Chronik als „tüffels sun“, also als „Sohn des Teufels“, bezeichnet.

## Legenden und Narrative

### Überlieferung in zeitgenössischen Handschriften
Die Lebensgeschichte Vlad III. ist aus mehreren deutschsprachigen Handschriften aus dem 15. Jahrhundert überliefert. So befindet sich im Bestand der Stiftsbibliothek St. Gallen die sogenannte St. Galler „Dracula“-Handschrift, in der ein oder zwei unbekannte Schreiber um 1500 auf sechs Seiten 30 kurze Berichte über die Gräueltaten Vlad III. niedergeschrieben hatten. Der Bericht ist Teil der Sammelhandschrift Cod. Sang. 806, die überwiegend geschichtswissenschaftliche Texte und Heiligenlegenden aus der Zeit zwischen 1450 und 1550 enthält und 1573 vom dortigen Mönch Mauritius Enk in einen Sammelband gebunden wurden. Die weiteren Handschriften befinden sich unter anderen in der Stiftsbibliothek Lambach jetzt in der Universitäts- und Landesbibliothek Bonn (S. 1966, fol. 230r–233v), der British Library London (Add. 2431, fol. 138r–143r), der Bibliothèque municipale Colmar (Ms. 45, fol. 142v–145), der Bayerischen Staatsbibliothek München (Cgm 1586, fol. 187r–190r), dem Stadtarchiv Augsburg (Chroniken 4d, fol. 151r–154v) und dem Thüringischen Hauptstaatsarchiv Weimar (EGA, Reg. C. 426, fol. 1r–4r). Verbreitet wurden die Informationen über Vlads Untaten von transsylvanischen Mönchen, die vor ihm in österreichische Benediktinerstifte geflohen sind. Der Autor der St. Galler „Dracula“-Handschrift Cod. Sang. 806 findet, dass nicht einmal die vehementesten Gegner des Christentums, Herodes oder Diokletian, sich so grausame Marter- und Foltermethoden ausgedacht hätten. Diese Berichte wurden zeitnah verfasst, daher gelten sie als authenthisch und verbürgt.

### Kulturelles Erbe
Neben geschichtlich relevanten Quellen bieten mündliche Überlieferungen und Flugschriften mit Erzählungen eine weitere wichtige Quelle über das Leben Vlads III. Rumänische, deutsche und russische Legenden haben allesamt ihren Ursprung im 15. Jahrhundert und bieten zusätzliche Informationen über Vlad III. und seine Beziehung zu seinen Untertanen.
Flugschriften wurden kurz nach Vlads Tod zuerst in Deutschland, danach in Russland publiziert; teils zur breiten Unterhaltung, teils zum Erreichen politischer Ziele, und waren von lokalen und hauptsächlich politischen Vorurteilen geprägt. Die Flugschriften wurden über eine Zeitspanne von ca. dreißig Jahren herausgegeben.
Viele der in den Flugschriften erschienenen Geschichten sind in den rumänischen mündlichen Überlieferungen wiederzufinden. Trotz einer generell positiveren Darstellung seiner Person beschreibt auch die rumänische mündliche Überlieferung Vlad als außergewöhnlich grausam und als einen oft launenhaften Herrscher. Vlad Țepeș galt unter dem rumänischen Landvolk als ein gerechter Prinz, der seine Untertanen vor ausländischen Aggressoren wie den Türken oder vor deutschen Kaufleuten verteidigte, und als ein Verfechter des einfachen Mannes gegen die Unterdrückung durch die Bojaren. Vlad soll Bojaren zum Festmahl eingeladen und ihnen reichlich Wein angeboten haben. In Trunkenheit soll er ihnen gezielt ihre Meinung über ihn sowie Informationen über die Machenschaften und die Korruption der bekannten Bojaren entlockt haben. Daraufhin sollen diejenigen, die sich selbst belasteten, und diejenigen, die belastet wurden, gepfählt worden sein. Vlad Drăculea galt in seinem Land und gilt noch heute in Rumänien als gerechter Widersacher der Korruption.
Der generelle Ablauf der Geschichten ist sehr ähnlich, obwohl die unterschiedlichen Versionen in spezifischen Details voneinander abweichen. So soll Vlad einigen Geschichten gemäß Abgesandte aus Florenz in Târgoviște empfangen haben, in anderen Erzählungen sollen es türkische Abgesandte gewesen sein. McNally und Florescu sprechen von verschiedenen Abgesandten zu unterschiedlichen Anlässen. Auch die Art und Weise ihrer Vergehen gegen den Prinzen sind von Version zu Version unterschiedlich. Allerdings stimmen alle Versionen in dem Punkt überein, dass Vlad wegen Ehrenkränkung und Beleidigung, real oder imaginär, die Kopfbedeckungen der Beschuldigten an deren Köpfe nageln ließ, wohl auch wegen deren Weigerungen, ihre Kopfbedeckungen im Beisein Vlads abzunehmen. Einige Erzählungen bewerten Vlads Handlungen als gerechtfertigt, andere bewerten sie als Verbrechen mit mutwilliger und sinnloser Grausamkeit.

#### Gräueltaten
Die Schilderungen von Vlad waren in Westeuropa wesentlich düsterer als in Osteuropa und Rumänien. Viele der deutschen Geschichten über ihn müssen allerdings zum Teil als politisch, religiös und ökonomisch inspirierte Propaganda verstanden werden. Obwohl einige der Geschichten einen Bezug zur Realität haben, sind jedoch die meisten reine Fiktion oder stark übertrieben dargestellt, ferner gibt es in der west- und mitteleuropäischen Geschichte zur gleichen Zeit Untaten, die mit der Vlad III. zugeschriebenen Grausamkeit vergleichbar sind.
Im Westen wurde Vlad als Tyrann beschrieben, dem das Foltern und Töten seiner Feinde ein sadistisches Vergnügen bereitete. Er soll für den Tod von 40.000–100.000 Menschen verantwortlich sein. Zahlen wie diese beruhen auf Angaben diverser Quellen, in denen alle angeblichen Opfer akribisch addiert wurden. So berichtet beispielsweise die Konstanzer Chronik von genau 92.268 Opfern, die Vlad zu verantworten habe. Auch nach anderen Quellen müsse die Anzahl der Opfer mit mindestens 80.000 angegeben werden, wobei jene, die durch die Zerstörung und das Niederbrennen von ganzen Dörfern und Festungen umkamen, nicht mitgerechnet seien. Diese Zahlen müssen allerdings als übertrieben betrachtet werden. In einer Episode werden die Pfählung von 600 Kaufleuten in Kronstadt und die Konfiszierung ihrer Güter beschrieben, in einem anderen Dokument seines Rivalen Dan III. ist 1459 von 41 Pfählungen die Rede. Es ist unwahrscheinlich, dass Vlads Gegner die Zahl der Opfer nach unten korrigiert haben.
Die deutschen Erzählungen über Gräueltaten Vlads berichten von Pfählungen, Folterung, Feuertod, Verstümmelungen, Ertränkungen, Enthäutungen, Röstungen und Kochen der Opfer. Andere sollen gezwungen worden sein, das Fleisch ihrer Freunde oder Angehörigen zu essen, oder ihre Kopfbedeckungen an den Kopf genagelt bekommen haben. Seine Opfer waren Männer und Frauen allen Alters (einschließlich Kinder und Säuglinge), Religionen und sozialer Schichten. Eine deutsche Erzählung berichtet: „Er verursachte mehr Schmerz und Leid als sich selbst die bluthungrigsten Peiniger der Christenheit wie Herodes, Nero, Diokletian und alle anderen Heiden zusammen vorstellen konnten“. Im Kontrast hierzu erwähnen die russischen und rumänischen Geschichten kaum oder keine sinnlose Gewalt oder Gräueltaten.
Der serbische Janitschar Konstantin Mihajlović aus Ostrovitza beschrieb in seinen Memoiren umfangreich, dass Vlad oftmals die Nasen gefangener türkischer Soldaten abschneiden ließ, die er an den ungarischen Hof sandte, um damit zu prahlen, wie viele Feinde er getötet hatte. Mihailović erwähnte außerdem die Furcht der Türken vor nächtlichen walachischen Angriffen. Er wies auch auf den berüchtigten Wald aus Pfählen hin, der vorgeblich die Straßen mit tausenden von gepfählten Türken gesäumt haben soll. Mihailović war allerdings nicht Augenzeuge dieser Geschehnisse, da er sich im hinteren Teil der türkischen Armee befand; seine Ausführungen beruhten auf Berichten von Frontsoldaten.
Die Pfählung war demnach Vlads bevorzugte Art der Folter und Hinrichtung. Dabei gab es verschiedene Methoden, je nachdem, ob ein schneller oder langsamer Tod des Opfers erreicht werden sollte. Eine dieser Methoden war, je ein Pferd an die Beine des Opfers zu spannen und einen angespitzten Pfahl schrittweise durch den Anus oder die Vagina in dessen Körper zu treiben, bis er wieder aus dem Körper hervortrat. Die wesentlich grausamere Methode war, das Ende des Pfahles nicht zu spitz zu halten, zu ölen und dann aufzustellen. Während die Opfer sich nun durch ihr eigenes Körpergewicht immer mehr aufspießten, wurde durch den nicht spitzen und geölten Pfahl gleichzeitig verhindert, dass sie zu schnell durch Schock oder die Verletzung lebenswichtiger Organe starben. Dieser Tod am Pfahl war langsam und qualvoll, und sein Eintreten dauerte manchmal Stunden oder Tage. Nach anderen Berichten wurden die Opfer auch durch den Unterleib oder die Brust gepfählt, was einen relativ schnellen Tod zur Folge hatte. Säuglinge sollen manchmal auf dem Pfahl aufgespießt worden sein, der durch die Brust ihrer Mutter getrieben wurde. In anderen Fällen wurden die Opfer auf dem Kopf stehend gepfählt. Angeblich ließ Vlad häufig die Pfähle nach unterschiedlichen geometrischen Mustern anordnen. Das gängigste Muster soll demnach ein Ring aus konzentrischen Kreisen gewesen sein. Die Pfahlhöhe entsprach dem Rang des Opfers. Zur Abschreckung ließ man die Leichname oft für Monate an den Pfählen verwesen.
Tausende von Widersachern sollen zeitgenössischen Berichten zufolge auch bei anderen Gelegenheiten gepfählt worden sein, so z. B. 10.000 Menschen in Hermannstadt (rumänisch Sibiu) im Jahr 1460, und im August des vorherigen Jahres 30.000 Kaufleute und Offizielle der Stadt Kronstadt wegen subversiven Verhaltens gegenüber Vlad. Dieser Bericht ist in dem Kontext zu sehen, dass selbst große Städte des Heiligen Römischen Reiches zu Vlads Zeit selten mehr als 10.000 Einwohner hatten.

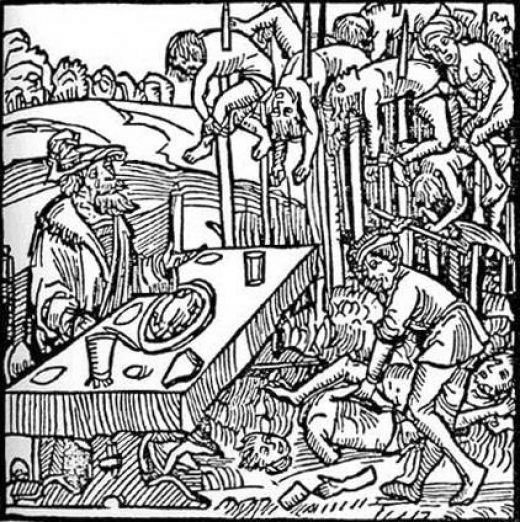
Pfählungen – Darstellung aus der Brodoc-Chronik. Vlad III. Drăculea wohnt speisend einer Massenhinrichtung bei (Holzschnitt von Markus Ayrer, Nürnberg, 1499)

Ein Holzstich aus dieser Zeit zeigt Vlad bei einem Festmahl in einem Wald von Pfählen, während daneben ein Henker andere Opfer zerteilt.
Eine alte rumänische Geschichte beschreibt, dass Vlad einst eine goldene Schale auf dem Marktplatz von Târgoviște platziert hatte. Diese Schale durfte von jedem zum Stillen des Durstes benutzt werden, musste aber auf dem Marktplatz verbleiben. Am nächsten Tag soll er zurückgekehrt sein, um diese wieder einzusammeln. Niemand habe es gewagt, die Schale zu berühren.
Vlad Țepeș soll noch weitere Pfählungen und Folterungen an den vordringenden türkischen militärischen Verbänden verübt haben. Es wurde berichtet, dass die osmanische Armee beim Anblick mehrerer tausend gepfählter und verwesender Leichname an den Ufern der Donau vor Schreck zurückwich. Weitere Berichte besagen, dass der für seine eigene psychologische Kriegführung bekannte Eroberer von Konstantinopel, Mehmed II., von dem Anblick 20.000 gepfählter Leiber außerhalb der walachischen Hauptstadt Târgoviște erschüttert war. Viele dieser Opfer waren türkische Gefangene, die im Vorfeld während der türkischen Invasion gefangen genommen worden waren. Die Verluste der Türken in dieser Auseinandersetzung sollen sich angeblich auf 40.000 belaufen haben. Der Sultan übergab die Befehlsgewalt für den Feldzug an seine Offiziere und kehrte selbst zurück nach Konstantinopel, obwohl seine Armee den walachischen Truppen zahlenmäßig 3:1 überlegen und besser ausgerüstet war.
Vlad soll seinen ersten bedeutenden Akt von Grausamkeit, kurz nachdem er zur Macht gekommen war, verübt haben, getrieben von Rache und zur Festigung seiner Macht: Er lud demnach die adeligen Bojaren und deren Familien, die an dem Attentat auf seinen Vater und der Lebendigbegrabung seines älteren Bruders Mircea beteiligt gewesen waren, zur Feier des Osterfestes ein. Viele dieser Adeligen waren ebenso am Sturz zahlreicher anderer walachischer Prinzen beteiligt. Im Verlauf des Festmahles befragte er seine noblen Gäste, wie viele Prinzen sie während ihres Lebens im Amt gesehen und überlebt hätten. Alle hatten mindestens sieben Prinzen überlebt, einer sogar mindestens dreißig. Vlad ließ alle Adeligen festnehmen; die älteren wurden auf der Stelle mit ihren Familien gepfählt, die jüngeren und gesünderen wurden von Târgoviște Richtung Norden zur Burg Poienari in den Bergen oberhalb des Flusses Argeș verschleppt. Dort wurden sie monatelang gezwungen, die Festung mit Materialien von einer anderen Burgruine nahebei wieder aufzubauen. Die Erzählung besagt, dass die Zwangsarbeiter schufteten, bis ihnen die Kleider vom Leibe fielen, um danach nackt weiter zu arbeiten. Nur wenige von ihnen sollen diese Qual überlebt haben. Während seiner Herrschaft musste Vlad zur Festigung seiner Macht einen beständigen Kampf gegen die alte Bojarenklasse in der Walachei führen.

#### Deutsche Erzählungen

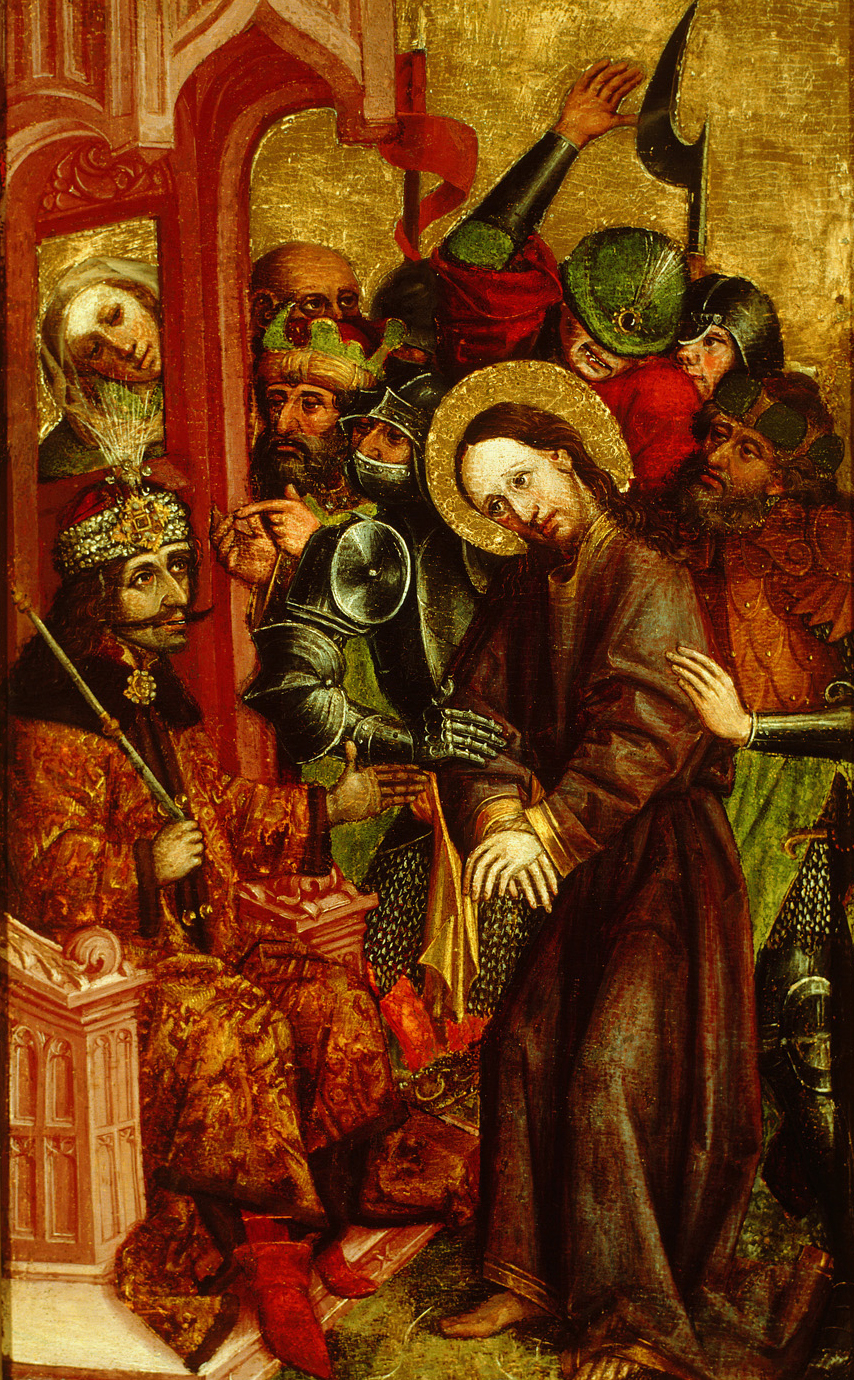
Darstellung Vlad III. als Pontius Pilatus bei der Verurteilung Jesu Christi (1463, Slowenische Nationalgalerie, Ljubljana)

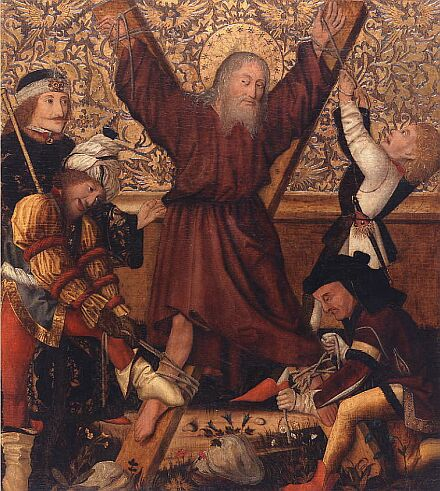
Darstellung Vlad III. als Aegeas (römischer Prokonsul in Patras) bei der Kreuzigung des Apostels Andreas (um 1470–1480, Österreichische Galerie Belvedere, Wien)

Die deutschen Erzählungen beruhen auf Manuskripten, die vor Vlads Inhaftierung 1462 verfasst wurden und dann im späteren 15. Jahrhundert Verbreitung fanden. Durch die Erfindung der Druckerpresse durch Johannes Gutenberg um 1450 fand der Text in Deutschland später weite Verbreitung und wurde zum Bestseller, mit zahlreichen hinzugefügten Editionen oder verändertem Inhalt.
Michel Beheim verfasste im Winter 1463 am Hof des ungarischen Königs Ladislaus V. von Ungarn das Gedicht „Von ainem wutrich der hies Trakle waida von der Walachei“. Von den Publikationen sind bis heute vier Manuskripte aus dem letzten Viertel des 15. Jahrhunderts und 13 Flugschriften aus der Zeit von 1488 bis 1559/1568 erhalten, acht davon als Inkunabeln. Die deutschen Erzählungen bestehen aus 46 Kurzgeschichten, jedoch existiert keine Gesamtausgabe. Alle Geschichten beginnen mit der Beschreibung des alten Regenten (gemeint ist Johann Hunyadi), seinem Mord an Vlads Vater, der Konversion Vlads und seines älteren Bruders von ihrer alten Religion zum christlichen Glauben und deren Schwur, das Christentum zu verteidigen und aufrechtzuerhalten.
Nach dieser Anordnung weichen die Episoden in den verschiedenen Manuskripten und Flugschriften voneinander ab. Die Titel der Geschichten variieren in insgesamt drei Versionen. Die erste Version des deutschen Textes stammt wahrscheinlich aus der Feder eines Gelehrten in Kronstadt und spiegelt die Gesinnung der Siebenbürger Sachsen in Kronstadt und Hermannstadt wider, welche zwischen 1456 und 1460 stark unter Vlads Feindseligkeiten zu leiden hatten. Die düstere und grimme Darstellung Vlads, teils historisch fundiert, teils übertrieben und fiktiv, war daher wohl politisch motiviert.
Vlads Schreckenstaten gegen das walachische Volk wurden als Versuche interpretiert, seinen eigenen Verhaltenskodex in seinem Land durchzusetzen. In den Flugschriften richtete sich Vlads Zorn auch auf Verstöße gegen die weibliche Sittsamkeit. Unverheiratete Mädchen, die ihre Jungfräulichkeit verloren; Ehebruch begehende Ehefrauen sowie unkeusche Witwen wurden allesamt Ziel von Vlads Grausamkeiten. Frauen mit derartigen Verfehlungen wurden oft die Geschlechtsorgane herausgeschnitten oder die Brüste abgeschnitten. Auch wurden sie mit glühenden Pfählen durch die Vagina gepfählt, bis der Pfahl zum Munde der Opfer heraustrat. Ein Text berichtet von der Exekution einer untreuen Ehefrau. Ihre Brüste wurden abgeschnitten, danach wurde sie gehäutet und auf einem Platz in Târgoviște gepfählt, mit ihrer Haut auf einem nahestehenden Tisch liegend. Vlad bestand ebenso auf Ehrlichkeit und den Fleiß seiner Untertanen. Kaufleute, die ihre Kunden betrogen, fanden sich schnell neben gemeinen Dieben am Pfahl wieder. Vlad sah die Armen, Kranken und Bettler als Diebe. Eine Geschichte erzählt von seiner Einladung an Kranke und Arme zu einem Festmahl, während dessen das beherbergende Gebäude geschlossen und angezündet wurde.

#### Russische Erzählungen
Die russisch-slawischen Versionen der Geschichten über Vlad Țepeș trugen den Titel Skazanie o Drakule voevode (deutsch Geschichten über den Wojwoden Dracula) und wurden zwischen 1481 und 1486 verfasst. Kopien der Geschichten wurden vom 15. Jahrhundert bis ins 18. Jahrhundert kopiert und verbreitet. Es existieren 22 Manuskripte in russischen Archiven. Das älteste Manuskript stammt aus dem Jahr 1490 und endet wie folgt: „Zuerst geschrieben am 13. Februar im Jahr 6994 [A. M.; entspricht 1486 n. Chr.], dann abgeschrieben am 28. Januar im Jahr 6998 [A. M.; entspricht 1490 n. Chr.] durch mich, den Sünder Elfrosin“. Die Anekdotensammlung über den Wojwoden Dracula ist weder chronologisch noch widerspruchsfrei, jedoch von großem literarischen und historischen Wert. Die 19 Episoden der Geschichten über den Wojwoden Dracula sind länger und besser ausgebaut als die deutschen Geschichten. Sie können in zwei Teile untergliedert werden, wobei die ersten 13 Episoden mehr oder weniger Ereignisse in chronologischer Ordnung darstellen, die sich an die mündlichen Überlieferungen und in zehn Fällen eng an die deutschen Geschichten anlehnen. Es wird angenommen, dass die letzten sechs Episoden von einem Gelehrten geschrieben wurden. Diese Geschichten sind mehr chronologischer und strukturierter Art.
Die Geschichten über den Wojwoden Dracula beginnen mit einer kurzen Einleitung, die in die Geschichte über das Nageln von Hüten auf die Köpfe von Botschaftern übergeht. Sie enden mit dem Tod von Vlad Țepeș und Informationen über seine Familie. Die deutschen und russischen Geschichten ähneln sich, jedoch beschreiben die russischen Erzählungen Vlad in einem positiveren Licht. Hier wird er als großer Herrscher, mutiger Soldat und gerechter Landesfürst geschildert. Auch hier gab es Erzählungen über Gräueltaten, aber diese wurden als Handlungen eines starken Alleinherrschers gerechtfertigt. Die 19 Episoden enthalten nur sechs Abschnitte mit übertriebener Gewalt. Einige Elemente der Geschichten über den Wojwoden Dracula wurden später den russischen Erzählungen über Iwan IV., auch genannt der Schreckliche, hinzugefügt. Die Nationalität und Identität des ursprünglichen Verfassers der Geschichten um Vlad ist umstritten. Es wird angenommen, dass es sich um einen rumänischen Priester oder Mönch handelte, wahrscheinlich aus Transsylvanien oder vom Hofe des Ștefan cel Mare von Moldau. Andere Quellen nennen einen russischen Diplomaten namens Fjodor Kurizyn als Verfasser.

#### Politische Motive
Der ungarische König Matthias Corvinus soll Anteil an der Schaffung dieses Persönlichkeitsbildes gehabt haben. Corvinus hatte umfangreiche finanzielle Unterstützung aus Rom und Venedig für den Krieg mit dem Osmanischen Reich erhalten, welche er aber stattdessen für die Finanzierung seines Konflikts mit Kaiser Friedrich III. verwendete. Corvinus begründete seine Abwesenheit von dem Krieg gegen die Türken gegenüber seinen Geldgebern, indem er Vlad zum Sündenbock machte. Wegen eines Briefes, in dem Vlad angeblich Sultan Mehmed II. seine Loyalität versprach, ließ er Vlad festnehmen und profitierte von den von seinem Hof in Buda zwischen 1462 und 1463 in Mittel- und Osteuropa verbreiteten Horrorgeschichten über Vlad.
Es gab Versuche, Vlads Handeln wegen der Rivalität zwischen den in Siebenbürgen und der Walachei ansässigen Volksgruppen als politische Notwendigkeit zu rechtfertigen. Die meisten Kaufleute in Transsilvanien und der Walachei waren Siebenbürger Sachsen, die von den einheimischen Walachen als Ausbeuter und Parasiten betrachtet wurden. Die deutschstämmigen Kaufleute machten sich ferner die Feindschaft der Bojarenfamilien untereinander und ihren Streit um den walachischen Thron zunutze, indem sie verschiedene Thronprätendenten unterstützten und gegeneinander ausspielten. Dies belegte für Vlads, ebenso wie die Bojaren selbst ihre Illoyalität. Zudem waren Vlads Vater und sein älterer Bruder von abtrünnigen Bojaren ermordet worden.
Ein heute noch benutzter rumänischer Ausspruch spielt auf die Mythen um Vlad III. an: „Unde ești tu, Țepeș Doamne?“ (deutsch Wo bist du, Țepeș [Pfähler], Herr?) wird im Bezug auf chaotische Zustände, Korruption, Faulheit etc. verwendet. Diese Zeile eines polemischen Gedichts des Dichters Mihai Eminescu (1850–1889) greift das nationalpolitische Desinteresse der rumänischen Oberschicht an. Eminescu fordert seinen imaginären Ansprechpartner Vlad auf, die Hälfte der Oberschicht wie einst die Bojaren zu pfählen und die andere Hälfte wie die Bettler und Herumtreiber in einer Festhalle zu verbrennen.
Der 1989 gestürzte rumänische Diktator Nicolae Ceaușescu entwickelte in den 1970er Jahren eine besondere Vorliebe für Vlad Drăculea. Bereits im 19. und vor allem im frühen 20. Jahrhundert ein Mythos, wurde er unter Ceaușescu zu einer allgegenwärtigen Figur in der Literatur, in der Geschichtsschreibung und nicht zuletzt in den Schulbüchern. Die rumänischen Historiker waren angehalten, die angeblichen Grausamkeiten entweder zu bagatellisieren oder als Beweis für die strenge, aber gerechte Herrschaft Vlads zu preisen. Schließlich sollte sogar der Name Dracul(a) umgedeutet werden, weil er im modernen Rumänisch Teufel und nicht Drache bedeutet. Mit einer unter sprachwissenschaftlichen Gesichtspunkten zweifelhaften Etymologie wurde der Name nun von einer slawischen Wortwurzel drag- abgeleitet, die etwa auch im serbischen Vornamen Dragan erscheint und so viel wie Liebling heißt. Dracula war also der kleine Liebling seiner getreuen Untertanen – eine Argumentation im Sinne von Nicolae Ceaușescu, der sich im Rahmen des um seine Person zelebrierten Personenkults gern als der geliebte Sohn des rumänischen Volkes feiern ließ.
Bei seiner Flucht aus Bukarest im Dezember 1989 steuerte das Ehepaar Ceaușescu zuerst Snagov an, die angebliche Grabstätte Vlads. Gefasst wurden die Ceaușescus schließlich in Târgoviște, wo der Fürst einst Hof hielt. Dort wurden Elena und Nicolae Ceaușescu am 25. Dezember 1989 nach kurzem Prozess standrechtlich erschossen.
Vlads leidenschaftliches Beharren auf Ehrlichkeit bildet den Kern der mündlichen Überlieferungen. Viele der Anekdoten aus den Flugschriften und der mündlichen Überlieferung unterstreichen die Bemühungen des Prinzen zur Eindämmung von Kriminalität und Verlogenheit. Während seiner Wahlkampagne 2004 bezog sich der rumänische Präsidentschaftskandidat Traian Băsescu in einer Rede gegen die Korruption auf die Methoden von Vlad Țepeș zur Bestrafung von Verbrechen.

### Historische Stätten
Eine Reihe von Ortschaften wird mit dem Namen des Fürsten in Verbindung gebracht und touristisch vermarktet. Ein Beispiel ist Schloss Bran (deutsch Törzburg, ungarisch Törcsvár) in der Ortschaft Bran des Kreises Brașov (ehemals Kronstadt). Historisch ist die Festung bis heute nicht als Heimat Drăculeas nachweisbar. Der Name Vlad Drăculea taucht in der wechselvollen Eigentümerliste nicht auf. Nur in einer Quelle wird erwähnt, dass der Fürst in der Burg Bran einmal übernachtet hat. Für die Behauptung, Vlad sei in Schäßburg (heute Sighișoara) in Siebenbürgen zur Welt gekommen, gibt es keine Belege. Das Haus, in dem gemäß rumänischen Reiseführern sein Vater für kurze Zeit gelebt haben soll, ist erst nach dem großen Stadtbrand im Jahre 1676 gebaut worden. Auch war im angeblichen Grab Vlads in Snagov keine Leiche zu finden, wie im Zuge einer Öffnung des Grabes im Jahre 1931 festgestellt wurde. Ein weiteres Kloster in Comana, einer Gemeinde im Kreis Giurgiu, nimmt für sich in Anspruch, die letzte Ruhestätte des Leichnams Vlads zu sein. Das damalige Kirchengebäude existiert jedoch seit 1588 nicht mehr, da zu dieser Zeit das heute noch bestehende Kloster entstand.

### Suizid der Ehefrau
1462, während der türkischen Belagerung der Festung Poenari, angeführt von Vlads Halbbruder Radu cel Frumos, verübte der Legende nach die erste Frau Vlads (Name ist nicht bekannt) Suizid. Ein treuer Bogenschütze soll einen Pfeil durch das Fenster von Vlads Gemächern geschossen haben. Der Schütze war einer von Vlads früheren Dienern, der zur Konversion zum Islam gezwungen worden war. Der Pfeil enthielt die Nachricht, dass Radus Truppen im Begriff waren anzugreifen. Nach dem Lesen dieser Botschaft soll sich Vlads Ehefrau von der Burg in einen an der Burg vorbeilaufenden Nebenfluss des Argeș, den Râul Doamnei (deutsch Der Fluss der Dame), gestürzt haben. Ihre letzten Worte sollen gewesen sein, dass sie ihren Leib lieber in den Wassern des Argeș verrotten oder von Fischen zerfressen lassen würde, bevor sie sich in türkische Gefangenschaft (Sklaverei) begebe. Quellen, die einen historischen Kern der Legende belegen könnten, sind keine bekannt.

## Mediale Rezeption

### Dracula
Dracula ist der Titel eines Romans von Bram Stoker aus dem Jahr 1897 sowie der Name der zentralen Figur, Graf Dracula, des wohl berühmtesten Vampirs der Literaturgeschichte. Bei der Schaffung der Figur soll Stoker durch Vlad III. inspiriert worden sein. Diese in den 1970er Jahren populär gemachte These der Historiker Radu R. Florescu und Raymond T. McNally wurde jedoch von anderen Autoren in Frage gestellt. McNally äußerte die Vermutung, dass auch die ungarische Gräfin Elisabeth Báthory zur Inspiration des Autors beigetragen haben kann.
Auch Robert Eighteen-Bisang und Elizabeth Miller argumentieren, dass der „historische Voivode Dracula“ nur einen geringen Einfluss auf die literarische Figur habe, da weder in den Vorstudien zu Dracula noch im Roman selbst von den Vlad III. zugeschriebenen Gräueltaten (insbesondere dem charakteristischen Pfählen) die Rede sei. Die wenigen historischen Informationen (wie die Schlacht von Cassova, die Überquerung der Donau und der „Verrat“ seines Bruders) seien sämtlich William Wilkinsons An Account of the Principalities of Wallachia and Moldavia entnommen.
Endgültig ins kollektive Gedächtnis gelangte Dracula vor allem durch unzählige Verfilmungen des Stoffes, besonders in den Darstellungen von Max Schreck (1922), Bela Lugosi (1931), Christopher Lee (1958), Klaus Kinski (1979) und Gary Oldman (1992). Die Zeit der Romanvorlage ist das Ende des 19. Jahrhunderts.

### Film
- 1979 erschien der Monumentalfilm Vlad Țepeș (Regie: Doru Nastase). In Auftrag gegeben wurde der Film vom rumänischen Diktator Nicolae Ceaușescu, der Vlad III. Drăculea wie seinen direkten geistigen Ahnen erscheinen lassen wollte. Unter dem Titel Das wahre Leben des Fürsten Dracula wurde der Film auch in der DDR gezeigt.
- 2000 erschien mit Dark Prince: The True Story of Dracula ein Spielfilm, der das Leben Vlads verarbeitete. Der Film fußt dabei vor allem auf der rumänischen Sichtweise seiner Person, Vlad wird dort als Nationalheld gezeichnet, der die Ordnung in Rumänien wiederherstellte und gegen die Türken kämpfte.
- In der Romanreihe von Franziska Gehm sowie in der darauf basierenden gleichnamigen Filmreihe Die Vampirschwestern ist der Familienname der Hauptfiguren Tepes (ausgesprochen <tepəʃ>).

### Comics
- Pascal Croci und Francoise-Sylvie Pauly: Le Prince Valaque Vlad Tepes - Band 1 eines zweiteiligen Comics (2005). Dieser erste Band handelt vom Leben des Vlad Tepes. Auf Deutsch erschien er zusammen mit dem im Original 2007 veröffentlichten zweiten Band, indem der Roman Stokers eigenwillig interpretiert wird,[53] unter dem Titel Dracula in einem Band (Ehapa Verlag, 2010).[54][55]
- Yves H. und Hermann: Vlad der Pfähler, Band 1 der Comic-Trilogie Auf Draculas Spuren (2006). Auch hier schildert der erste Band das Leben des historischen Vlad III., der seine Feinde rücksichtslos tötet, was ihm den titelgebenden Namen „Vlad der Pfähler“ einbrachte. Der zweiten Band der Trilogie erzählt die Biographie Bram Stokers, der dritte eine moderne Vampirgeschichte mit deutlichen Parallelen zu Stokers Roman.